# Зінченко Володимир Григорович
Володимир Григорович Зінченко — старший лейтенант Збройних Сил України, учасник російсько-української війни, що загинув у ході російського вторгнення в Україну в 2022 році.

## Життєпис
Володимир Зінченко народився 1967 року. Жив та працював у Кривому Розі на Дніпропетровщині. З 2014 року брав участь в антитерористичній операції на сході України. З початком повномасштабного російського вторгнення в Україну перебував на передовій у складі 17-ї окремої Криворізької танкової бригади ім. Костянтина Пестушка. Загинув 16 квітня 2022 року в бою з російськими окупантами на Луганщина. Поховали Володимира Зінченка на Алеї слави Центрального кладовища у Кривому Розі.

## Нагороди
- Орден «За мужність» III ступеня (2022, посмертно) — за особисту мужність і самовіддані дії, виявлені у захисті державного суверенітету та територіальної цілісності України, вірність військовій присязі[3].